# Marta, manipuladora
Marta, manipuladora  es el tercer capítulo de la cuarta temporada de la serie de televisión argentina Mujeres asesinas. Este episodio se estrenó el día 22 de enero de 2008.
Este episodio fue protagonizado por Juana Viale en el papel de asesina. Coprotagonizado por Luisa Kuliok y Martín Seefeld.

## Desarrollo

### Trama
Sofía (Luisa Kuliok) está casada en segundas nupcias con Pedro (Martín Seefeld) con quien tiene una pequeña hija. De su primer matrimonio tiene a Marta (Juana Viale). A pesar de su reticencia, Sofía se encuentra medicada, ya que sufre de algunas alteraciones psiquiátricas. Su situación matrimonial está “en la cuerda floja”, debido a los celos y al fuerte presentimiento de que es engañada. Su instinto de mujer la lleva a recurrir a una tarotista para que le confirme su presunción. Las cartas le terminan revelando lo que ella tanto teme: está siendo engañada. Y lo que es peor, “la otra” es alguien que ella conoce. La sospecha comienza a ser el motor de su vida, sin ningún tipo de filtro. Hasta sus dos hijas se convierten en sus “potenciales enemigas”. Sobre todo Marta, la mayor, a quien ve muy cerca de su actual esposo. Ambas comienzan a tener una relación tirante, convirtiéndose Pedro en una especie de “trofeo de guerra”. La situación se tornará insostenible y desencadenará en un trágico e inesperado final. Pedro al decidir irse, Marta le dice que no la puede dejar sola con su mamá, y al final Marta mata a Pedro disparándole varias veces. Al momento de detener y hacer las investigaciones Marta manipula a su mamá diciéndole que ella fue la que mató a Pedro, de tanto decirle esto a su madre Sofia, termina creyendo la mentira y ella se entrega. Después de investigar se determina que la asesina fue Marta.

### Condena
Los peritos encontraron residuos de pólvora en la mano de Marta. Fue hallada culpable de homicidio simple y condenada a 8 años de prisión.

## Elenco
- Luisa Kuliok - Sofía
- Juana Viale - Marta
- Martín Seefeld - Pedro
- Lautaro Delgado
- Delfina Varni - Lorena
- Hugo Castro

## Adaptaciones
- Mujeres asesinas (México): Marta, manipuladora - Aislinn Derbez